# اتصال انباشتی سوئیچ‌ها

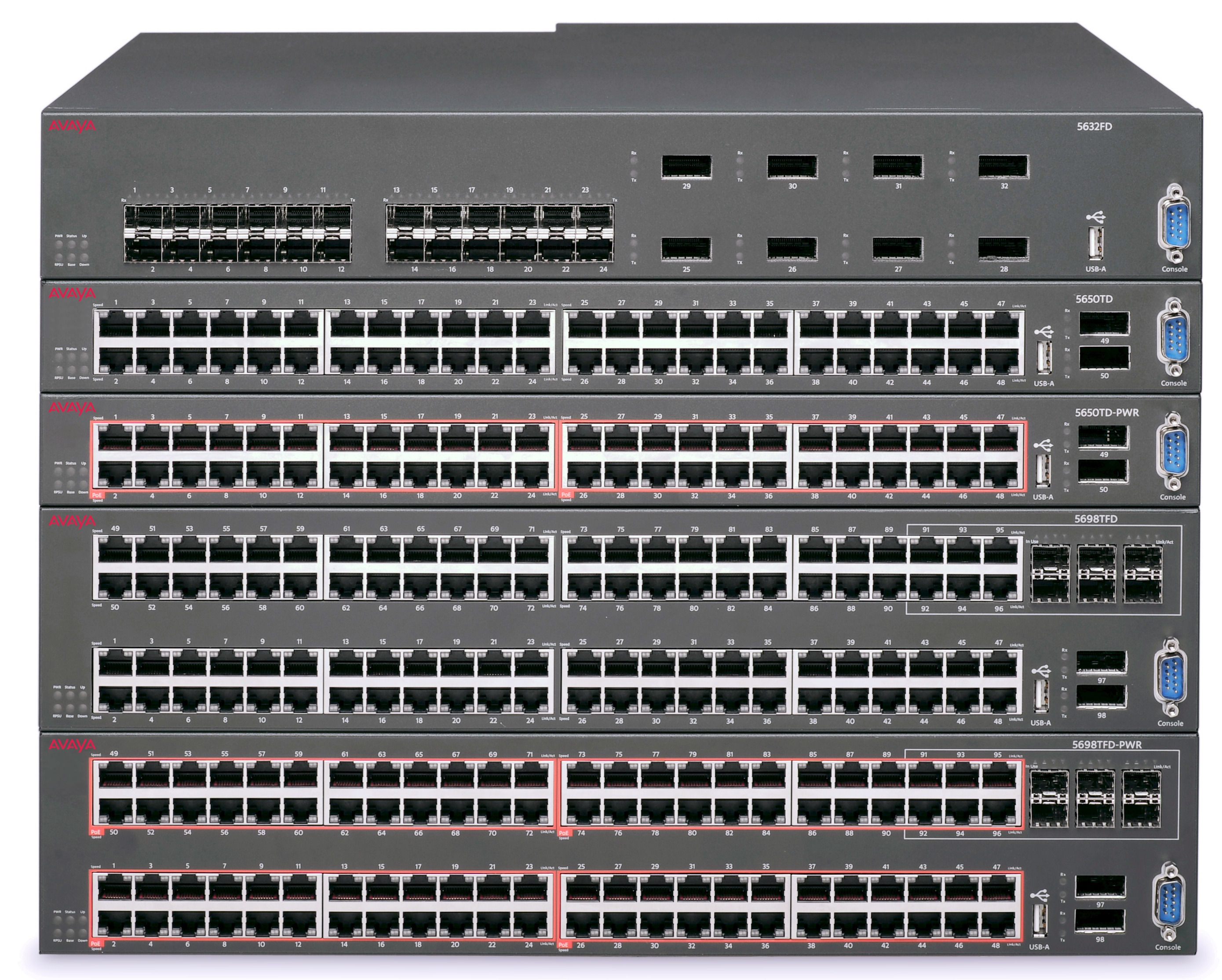
آویا ۵۶۰۰ از خانواده سوئیچ‌های با قابلیت انباشته شدن است.

سوئیچ انباشت‌پذیر یا (سوئیچ تجمع‌پذیر) یک مدل از سوئیچ‌های مورد استفاده در شبکه‌های کامپیوتری است که می‌تواند به‌صورت کاملا مستقل یا به همراه یک یا چند سوئیچ دیگر راه‌اندازی شود.
با توجه به اینکه این مدل از سوئیچ‌ها علاوه بر ایفای نقش سوئیچ؛ در هاب پورت نیز می‌تواند فعالیت کند، با اسم سوئیچ ترکیبی نیز شناخته می‌شود.

## پشته یا Stack به چه معناست؟
اصطلاح «پُشته» (stack) به مجموعه‌ای از سوئیچ‌ها اشاره دارد که به روش خاصی برای همکاری با یکدیگر راه‌اندازی می‌شوند.
قابلیت اصلی یک پشته این است که مانند یک سوئیچ واحد عمل می‌کند و یک نشانی IP واحد برای مدیریت از راه دور به کل پشته تخصیص می‌دهد؛ به‌عبارت دیگر، به جای اختصاص یک نشانی IP مجزا به هر سوئیچ در پشته، فقط یک نشانی IP برای کل مجموعه استفاده می‌شود.
سوئیچ‌های با قابلیت انباشته‌شدن عموماً سوئیچ‌های اترنتی هستند که روی قفسه نصب می‌شوند و سوئیچ‌های مدیریت‌شده‌ای با اندازه ۱ تا ۲ یونیت (RU) هستند و دارای مجموعه‌ای ثابت از پورت‌های داده در جلوی دستگاه هستند. برخی از مدل‌ها دارای شکاف‌هایی برای ماژول‌های کشویی اختیاری هستند که می‌توان از آن‌ها برای افزودن پورت‌ها یا ویژگی‌های دیگر به واحد پایه پشته استفاده کرد. رایج‌ترین پیکربندی‌ها شامل مدل‌های ۲۴ و ۴۸ پورت می‌شود.

## مقایسه با سایر معماری‌های سوئیچ

### فواید و مزایا
مدیریت ساده‌تر شبکه
استفاده از یک سوئیچ انباشته‌شونده، چه به‌تنهایی و چه در کنار سایر سوئیچ‌ها به‌عنوان پشته، امکان مدیریت یکپارچه شبکه را با تنها یک رابط مدیریتی برای مدیر شبکه فراهم می‌کند. این ویژگی کمک بزرگی برای ساده‌سازی فرآیند مدیریت شبکه به‌شمار می‌آید.
مقیاس‌پذیری
یک شبکه کوچک می‌تواند با یک سوئیچ انباشته‌شونده ایجاد شود و با گذشت زمان و نیاز به گسترش، واحدهای جدیدی به آن اضافه کرد. این امر امکان توسعه شبکه را با حداقل پیچیدگی فراهم می‌کند.
انعطاف‌پذیری
سوئیچ‌های انباشته‌شونده می‌توانند هم به‌عنوان بخشی از یک پشته و هم به‌صورت مستقل به‌کار روند. این امکان را فراهم می‌کنند که بعداً در صورت نیاز، به‌صورت مستقل از شبکه استفاده شوند.
تضمین ارتباطات
در برخی معماری‌های شبکه، داده‌ها در میان چندین واحد پخش می‌شوند. این طراحی موجب می‌شود که اگر یکی از واحدهای پشته از کار بیفتد، داده‌ها همچنان از طریق سایر واحدها منتقل شوند.
بهبود عملکرد
مجموعه‌ای از سوئیچ‌های پشته‌ای با یکدیگر کارایی شبکه را افزایش می‌دهند، هرچند که برخی از منابع به‌منبع نیاز دارند.

### معایب
در مقایسه با یک سوئیچ شاسی مدولار، سوئیچ‌های انباشته‌شونده دارای معایب زیر هستند:
- برای مکان‌هایی که به تعداد زیادی پورت نیاز دارند، سوئیچ‌های شاسی مدولار معمولاً از نظر هزینه به‌صرفه‌تر هستند، زیرا تنها یک محفظه و منبع تغذیه نیاز دارند.
- سوئیچ‌های مدولار پیشرفته‌تر دارای انعطاف‌پذیری و افزونگی بیشتری هستند که ممکن است در معماری‌های انباشته‌شونده وجود نداشته باشد.
- ارسال داده در برخی پروتکل‌های انباشته‌شونده موجب افزایش سربار شده و عملکرد را کاهش می‌دهد.

### عملکرد
ویژگی‌های سوئیچ‌های انباشته‌شونده عبارتند از:
- آدرس IP واحد: برای مدیریت چندین واحد، یک آدرس IP مشترک استفاده می‌شود که باعث بهینه‌سازی منابع IP می‌شود.
- نمای مدیریتی واحد: امکان مدیریت یکپارچه از طریق CLI یا رابط وب و ارائه‌ی دیدگاه جامع از پشته وجود دارد.
- تضمین ارتباطات: با وجود خرابی در یکی از واحدها، سایر واحدها همچنان به‌عنوان پشته فعالیت می‌کنند.
- افزونگی لایه ۳: برخی از معماری‌های انباشته‌شونده امکان ادامه مسیریابی لایه ۳ را حتی در صورت خرابی یکی از واحدها فراهم می‌کنند.
- ترکیب فناوری‌ها: برخی از پشته‌ها امکان ترکیب سوئیچ‌های مختلف را با مدیریت یکپارچه دارند، مانند ترکیب سوئیچ‌های ۱۰/۱۰۰ و گیگابایتی.
- پهنای باند انباشته اختصاصی: پورت‌های اختصاصی برای ارتباطات داخلی پشته فراهم شده تا پهنای باند بالاتری را بدون نیاز به ماژول‌های اضافی فراهم کنند.
- پیوند تجمیع پورت‌ها: برخی فناوری‌های انباشتگی امکان تجمیع پیوند از پورت‌های مختلف روی سوئیچ‌های پشته‌ای را فراهم می‌کنند.

### واژه‌شناسی
انباشته‌شدن فضا پشتی
برای توصیف اتصالات بین واحدهای پشته و پهنای باند اتصال آنها استفاده می‌شود. معمولاً سوئیچ‌هایی با پورت‌های اترنت سریع، اتصالات گیگابایتی دارند و سوئیچ‌های با پورت‌های گیگابایتی، اتصالات ۱۰ گیگابایتی دارند.
خوشه‌بندی
گاهی برای یک رویکرد انباشته‌شونده با مدیریت یکپارچه و یک آدرس IP واحد استفاده می‌شود که می‌تواند واحدهای مختلف را توزیع کند.
Stack Master یا Commander
در برخی معماری‌ها، یک واحد به عنوان واحد اصلی پشته تعیین می‌شود و سایر واحدها به عنوان اعضای تابع فعالیت می‌کنند.

## برای مطالعهٔ بیشتر
- «سوئیچ مدیریت قابل انباشته» چیست؟، EUSSO Technologies، ۲۰۰۳.
- کاغذ سفید سوئیچ قابل انباشته کسب و کار کوچک، شرکت NETGEAR، ۲۰۰۱..